# Skjoldbjerg Kirke
Skjoldbjerg Kirke är en kyrka som ligger på landsbygden i Skjoldbjerg cirka fem kilometer söder om Billund i södra delen av Jylland.

## Kyrkobyggnaden
Kyrkan uppfördes åren 1920-1921 efter ritningar av arkitekt Harald Lønborg-Jensen och invigdes 23 januari 1921.
Byggnaden är uppförd av huggen sten i romansk medeltidsstil och består av ett långhus med kyrktorn i väster och ett smalare kor i öster med en absid. Vidbyggt vid tornets södra sida finns ett vapenhus. Väggarna är vitputsade in- och utvändigt. Långhuset, koret och vapenhuset har sadeltak som är belagda med rött taktegel. Tornets tak är en kupol som är täckt med bly.

## Inventarier
- Dopfunten av grå granit är 87 cm hög och 61 cm bred. Tillhörande dopfat av mässing är 54 cm brett.
- Predikstolen i renässansstil har korg och saknar ljudtak.
- Orgeln tillkom 1981 och är byggd av Th. Frobenius og Sønner Orgelbyggeri A/S. Orgeln har sju stämmor, en manual och pedal.
- Kyrkklockan är gjuten av B. Løw & søn i Köpenhamn.

## Omgivning
- Kyrkogården omges i öster och söder av en stenmur som tillkom år 1936. I norr och väster omger kyrkogården av klippta häckar.